# ヴァルノウ川
ヴァルノウ川（ヴァルノウがわ、独: Warnow、[ˈvaʁno]）は、ドイツのメクレンブルク＝フォアポンメルン州を流れる河川である。ロストック独立市内のヴァーネミュンデ地区でバルト海へ流れ込む。
ヴァルノウ川の源流は、メクレンブルク湖沼地域の西端に位置するパルヒムの北およそ10キロメートルに位置する小さな村グレッビン (Grebbin) にある。ここからシュテルンベルク、ビュッツォウ、シュヴァーンといった街を経由してロストックに到達する。
2003年には近代ドイツでは初めての有料道路であるヴァルノウトンネルが開通した。ヴァルノウ川直下を横断するトンネルで、ロストックの港とヴァルノウ川東西両岸を直結した。
中世のスラブ部族ヴァルノウ人の名前は、おそらくヴァルノウ川に由来していると考えられる。